# Opistophthalmus lornae
Opistophthalmus lornae ist ein in Namibia endemisch vorkommender Skorpion aus der Familie Scorpionidae.

## Merkmale
Opistophthalmus lornae ist ein kleiner Skorpion von etwa 50 Millimetern Länge. Er hat eine gelborange bis gelbbraune Farbe in verschiedenen Tönen, die Tergite weisen am vorderen Rand rote netzartige Zeichnungen auf. Die Beine und das  Telson sind gelborange, die Kammorgane hell gelborange.
Das mediane Ocellenpaar befindet sich deutlich hinter der Mitte des Carapax, die Länge des Carapax beträgt etwa das 1,75 bis 1,80fache des Abstands der Ocellen zum Vorderrand. Die medianen Ocellen sind groß, mit einem im Vergleich zu den lateralen Ocellen etwa zweieinhalbfachen Durchmesser. Der Abstand beider medianer Ocellen zueinander beträgt nur etwa einen Durchmesser. Das Sternum ist annähernd fünfeckig und etwas länger als breit. Die Kammorgane haben bei männlichen Skorpionen 5 bis 9 Zähne. Der Giftstachel ist lang und nur leicht gebogen. Das Verhältnis der Längen der beweglichen Finger der Chelae zur Länge der Handrücken beträgt etwa 1,13 zu 1.
Die gesamte Oberfläche des Carapax ist leicht granuliert, der Bereich um die medianen Ocellen nur minimal. Die dorsale Oberfläche des ersten metasomalen Segments und die lateralen und ventralen Seiten des fünften Segments sind dicht und gleichmäßig gekörnt. Das Telson ist ventral mäßig granuliert. Die Ober- und Außenseiten der Chelae und der Tibiae sowie die Oberseiten der Femora der Pedipalpen haben eine stark und gleichmäßig körnige Oberfläche.
Da keine weiblichen Skorpione beschrieben worden sind, kann über einen möglichen Sexualdimorphismus keine Aussage getroffen werden.

## Verbreitung und Lebensraum
Die Terra typica von Opistophthalmus lornae befindet sich in Ortmansbaum, etwa 50 Kilometer südlich von Karasburg in der namibischen Region ǁKaras (28° 18′ 0″ S, 18° 42′ 0″ O). Ein zweiter Fundort befindet sich etwas weiter nördlich. Für die Art wird ein sehr begrenztes Verbreitungsgebiet in Namibia südlich des 27. Breitengrads angenommen.

## Lebensweise
Alle aufgefundenen Exemplare von Opistophthalmus lornae wurden während der Nacht auf Dünen oder auf sandigen Oberflächen ruhend entdeckt. Der Boden hatte eine geringer Härte, doch es konnten keine Wohnröhren gefunden werden. Daher ist unsicher, ob die Fundorte auch jene Orte sind, an denen die Art ihre Bauten anlegt. Die Art lebt sympatrisch mit Opistophthalmus pygmaeus.

## Systematik
Opistophthalmus lornae wird der Gruppe um die Arten Opistophthalmus fitzsimonsi und Opistophthalmus intercedens zugerechnet.

### Erstbeschreibung
Die Erstbeschreibung von Opistophthalmus lornae erfolgte 1979 durch den südafrikanischen Arachnologen Bruno H. Lamoral in einer umfangreichen Monografie der Skorpione Namibias, veröffentlicht in den Annals of the Natal Museum (heute African Invertebrates).

### Typmaterial
Das Typmaterial besteht aus einem adulten männlichen Holotypus und sechs männlichen Paratypen. Der Holotypus und vier Paratypen befinden sich in der Sammlung des KwaZulu-Natal Museums in Pietermaritzburg. Jeweils ein männlicher Paratypus ist in der Sammlung des Ditsong National Museum of Natural History in Pretoria und im Namibischen Nationalmuseum in Windhoek deponiert.

### Etymologie
Der Artname lornae ehrt Lorna Ferguson, die langjährige Direktorin des städtischen Kunstmuseums Tatham Art Gallery in Pietermaritzburg, das unter ihrer Leitung zu einem der führenden Museen in Südafrika wurde.